# Pachnoda fromenti
Pachnoda fromenti är en skalbaggsart som beskrevs av Rigout 1981. Pachnoda fromenti ingår i släktet Pachnoda och familjen Cetoniidae. Inga underarter finns listade i Catalogue of Life.